# Laminacauda tuberosa
Laminacauda tuberosa é uma espécie de aranhas araneomorfas da família Linyphiidae encontrada no Arquipélago Juan Fernández. Esta espécie foi descrita pela primeira vez em 1991, pelo biólogo Millidge.